# Мала мис Саншајн
Мала мис Саншајн (енгл. Little Miss Sunshine) америчка је комедија у режији Џонатана Дејтона и Валери Фарис за коју је сценарио написао Мајкл Арнт. У филму наступају Грег Кинир, Стив Карел, Тони Колет, Пол Дејно, Абигејл Бреслин и Алан Аркин који глуме чланове породице Хувер који комбијем крећу на путовање у Калифорнију како би остварили жељу мале Олив да учествује на такмичењу "Мала мис Саншајн".
Филм је снимљен за 30 дана током јуна и јула 2005, на локацијама у Аризони и Јужној Калифорнији. Премијерно је приказан на Филмском фестивалу Санденс 20. јануара 2006. када је филмска компанија Fox Searchlight Pictures откупила права за даљу дистрибуцију. На биоскопским благајнама зарадио је преко 100 милиона америчких долара и наишао је на одличан пријем код филмских критичара.
Филм је био номинован за 4 награде Оскар, а кући је однео 2 златне статуе - за најбољи оригинални сценарио Мајкла Арнта и за најбољу споредну улогу Алана Аркина. Такође је освојио Награду Спирит за најбољи филм, Награду Удружења филмских глумаца за најбољу филмску поставу и многа друга признања.

## Радња
Радња филма прати хаотичну породицу Хувер на њиховом путовању за Калифорнију, где су се упутили како би подржали малу Олив, која жели да учествује на избору лепоте за девојчице под назовом "Мала мис Саншајн".
Након што је њен брат Френк (Карел) покушао да изврши самоубиство после раскида са дечком, Шерил Хувер (Колет) га позива својој кући како би се опоравио. Породицу Хувер чине њен муж Ричард (Кинир), који очајнички покушава да прода свој програм "Како до успеха у 9 корака", његов отац Едвин (Аркин), ратни ветеран и хероински зависник, син Двејн (Дејно), тинејџер који се заветовао на ћутање док не упише ваздухопловну академију и седмогодишња Олив (Бреслин), фасицинирана изборима лепоте.
Када Олив сазна да се квалификовала на учешће у такмичењу "Мала мис Саншајн", чланови породице се упркос многим финансијским и личним проблемима одлучују да је подрже и крећу на путовање за Калифорнију у оронулом жутом комбију.
Током путовања, чланови породице се сусрећу са разним неприликама. Комби им се непрастано квари, а када квачило потпуно откаже, приморани су да гурају комби и ускачу у њега када досегне довољну брзину. Осим техничких проблема, свако од Хуверових се током путовања суочава са бројним личним неуспесима и у себи открива потребу за подршком осталих чланова породице. Ричард губи важан посао који би омогућио напредак његовог мотивационог програма и побољшање финансијског стања породице. Френк среће свог бившег љубавника са новим дечком. Едвин умире након што се предозирао хероином, а чланови породице одлучују да сакрију његов леш у комбију и наставе путовање како би стигли до Калифорније на време. Двејн прекида тишину када открије да је далтониста, због чега његови снови да упише ваздухопловство падају у воду.
Упркос кашњењу од пар минута, Олив на крају ипак успева да се пријави за учешће на такмичењу. Док се Олив припрема за наступ, остали чланови породице посматрају остале такмичарке - витке девојчице са стилизованим фризурама, препланулим теном и тешком шминком, у секси купаћим костимима и гламурозним вечерњим хаљинама, које изводе до детаља увежбане кореографије, музичке тачке и гимнастичке акробације. Јасно им је да Олив - бледа, помало буцмаста, са једноставном фризуром и одећом и без икаквог професионалног тренинга за учешће на изборима лепоте - једноставно не припада на оваквом месту.
Како се приближава време за наступ, Ричард и Двејн покушавају да убеде Шерил да не допусти Олив да се такмичи како би је поштедели неизбежног понижења. Она ипак сматра да не би требало да се мешају и допушта ћерци да сама донесе одлуку. Олив жели да наступи и на бини изводи плес уз песму Super Freak Рика Џејмса који је увежбала са дедом Евином. Њен наступ изазива шок и пренераженост код публике, а бесни организатори захтевају од Ричарда и Шерил да је склоне са сцене. Уместо тога, сви чланови породице се придружују Олив на бини и плешу заједно са њом.
Организатори такмичења позивају полицајца, који пушта Хуверове да оду без казне под условом да се Олив више никада не учествује на изборима лепоте на подручју Калифорнији. Они прихватају ову погодбу без проблема, а Ричард каже Олив да би њен деда био веома поносан на њу, и чланови породице један по један ускачу у комби и враћају се кући у Албукерки.

## Улоге
- Грег Кинир као Ричард Хувер
- Стив Карел као Френк Гинзберг
- Тони Колет као Шерил Хувер
- Пол Дејно као Двејн Хувер
- Абигејл Бреслин као Олив Хувер
- Алан Аркин као Едвин Хуверк
- Брајан Кранстон као Стен Гросман
- Дин Норис као полицајац Маклири

## Награде
Филм Мала мис Саншајн био је номинован за бројне награде филмских организација, фестивала и удружења критичара. Освојио је признања на филмским фестивалима у Довилу, Палм Спрингсу, Сан Себастијану, Сиднеју и Токију. Удружења критичара из Бостона, Чикага, Даласа, Лондона, Лос Анђелеса, Финикса, Ванкувера и Њујорка су га такође наградила у различитим категоријама.
| Награда                           | Категорија                                             | Номиновани                                                                 | Освојио |
| --------------------------------- | ------------------------------------------------------ | -------------------------------------------------------------------------- | ------- |
| Оскар                             | Најбољи филм                                           | Дејвид Т. Френдли, Питер Сараф, Марк Тертлтоб                              | Не      |
| Оскар                             | Најбољи оригинални сценарио                            | Мајкл Арнт                                                                 | Да      |
| Оскар                             | Најбољи глумац у споредној улози                       | Алан Аркин                                                                 | Да      |
| Оскар                             | Најбоља глумица у споредној улози                      | Абигејл Бреслин                                                            | Не      |
| Амерички филмски институт         | Филм године                                            |                                                                            | Да      |
| БАФТА                             | Најбољи филм                                           | Дејвид Т. Френдли, Питер Сараф, Марк Тертлтоб                              | Не      |
| БАФТА                             | Најбољи оригинални сценарио                            | Мајкл Арнт                                                                 | Да      |
| БАФТА                             | Најбољи глумац у споредној улози                       | Алан Аркин                                                                 | Да      |
| БАФТА                             | Најбоља глумица у споредној улози                      | Абигејл Бреслин                                                            | Не      |
| БАФТА                             | Најбоља глумица у споредној улози                      | Тони Колет                                                                 | Не      |
| БАФТА                             | Најбољи режисер                                        | Џонатан Дејтон, Валери Харис                                               | Не      |
| Награда Цезар                     | Најбољи страни филм                                    | Џонатан Дејтон, Валери Харис                                               | Да      |
| Награда Златни глобус             | Најбољи играни филм - мјузикл или комедија             | Џонатан Дејтон, Валери Харис                                               | Не      |
| Награда Златни глобус             | Најбоља глумица у играном филму - мјузикл или комедија | Тони Колет                                                                 | Не      |
| Награда Спирит                    | Најбољи филм                                           | Џонатан Дејтон, Валери Харис                                               | Да      |
| Награда Спирит                    | Најбољи први сценарио                                  | Мајкл Арнт                                                                 | Да      |
| Награда Спирит                    | Најбољи глумац у споредној улози                       | Алан Аркин                                                                 | Да      |
| Награда Спирит                    | Најбољи глумац у споредној улози                       | Пол Дејно                                                                  | Не      |
| Награда Спирит                    | Најбољи режисер                                        | Џонатан Дејтон, Валери Харис                                               | Да      |
| Награда Сателит                   | Најбољи филм                                           | Џонатан Дејтон, Валери Харис                                               | Не      |
| Награда Сателит                   | Најбоља глумица у играном филму - мјузикл или комедија | Тони Колет                                                                 | Не      |
| Награда Сателит                   | Најбољи споредни глумац                                | Алан Аркин                                                                 | Не      |
| Награда Сателит                   | Најбоља споредна глумица                               | Абигејл Бреслин                                                            | Не      |
| Награда Сателит                   | Најбоља оригинална песма                               | Абигејл Бреслин                                                            | Не      |
| Награда Удружења филмских глумаца | Најбоља филмска постава                                | Алан Аркин, Абигејл Бреслин, Стив Карел, Тони Колет, Пол Дејно, Грег Кинир | Да      |
| Награда Удружења филмских глумаца | Најбољи глумац у споредној улози                       | Алан Аркин                                                                 | Не      |
| Награда Удружења филмских глумаца | Најбоља глумица у споредној улози                      | Абигејл Бреслин                                                            | Не      |